# Caninio Rufo
Caninio Rufo (Como, I secolo – II secolo) è stato un poeta romano.

## Biografia
Attivo nel periodo di Traiano, come appare da varie lettere di Plinio il Giovane, Caninio fu di ceto equestre e visse a Como, probabilmente nell'area ove attualmente sorge Villa Olmo; egli quindi era anche amico di vecchia data di Plinio, che gli indirizzò almeno 7 lettere , dalle quali traspare un comune interesse per la letteratura . Infatti, il cavaliere comasco venne fatto oggetto di riflessioni e notizie sul mondo letterario, specie quello dei poeti epici, come la comune conoscenza Silio Italico.

## Bellum Dacicum
Da quanto sappiamo da Plinio , Caninio scrisse - o quantomeno progettava di farlo - un'opera poetica sulla conquista della Dacia, il Bellum Dacicum. Non è noto, comunque, se il poema fu completato o pubblicato, anche perché non ne abbiamo frammenti.